# Маарду
Маарду (на естонски: Maardu) е град в Северна Естония, област Харю. Градът заема площ от 22,76 км2 и има население от 17 000 души (към 1 януари 2015).

## Географско положение
Град Маарду е разположен на брега на залива Мууга (част от Финския залив). Отстои на около 15 км североизточно от столицата Талин, в непосредствена близост до магистралата Талин – Нарва.
В южната част на града се намира езерото Маарду, западно от града протича река Пирита, а на север е разположено пристанището Мууга.

## Административно деление
Градът е обособен в самостоятелна градска община. Той може да бъде разделен условно на 6 района – Мууга и Каллавере (жилищни райони), Крооди (икономическа зона), Вана-Нарва (промишлена зона), пристанище Мууга и жилищния район около езерото Маарду.

## Градове побратими
Град Маарду е побратимен със следните градове:
| - Йекабпилс, Латвия - Минск, Беларус - Санкт-Петербург, Русия - Миргород, Украйна - Хабаровск, Русия - Осташков, Русия - Мишкин, Русия - Велики Луки, Русия - Черноморск, Украйна - Пикальово, Русия - Бялогард, Полша | - Волгоград, Русия - Електренай, Литва - Ванадзор, Армения - Чанчун, Китай - Принц Джордж, Канада - Сиануквил, Камбоджа - Каласте, Естония - Улан Батор, Монголия - Ла Сен-Сюр-Мер, Франция - Биело поле, Черна гора - Клайпеда, Литва |